# Chiesa dell'Assunzione della Beata Vergine Maria (Carbonara di Po)
La chiesa dell'Assunzione della Beata Vergine Maria è la parrocchiale di Carbonara di Po, frazione del comune sparso di Borgocarbonara, in provincia e diocesi di Mantova; fa parte del vicariato foraneo Madonna della Comuna.

## Storia
La primitiva chiesa di Carbonara di Po fu edificata probabilmente nel Medioevo. Nel XVIII secolo questo edificio era diventato troppo piccolo per soddisfare le esigenze della popolazione e si decise, allora, di erigerne una nuova.
La nuova parrocchiale a tre navate venne costruita tra il 1790 ed il 1795. Tra il 1933 ed il 1935 la chiesa subì un intervento di risistemazione. Nel 1954, durante gli interventi di rifacimento del pavimento, vennero alla luce alcuni antichi sepolcri; nel 1981 fu restaurato l'organo e, nel 1986, la parrocchia di Carbonara incorporò quella soppressa di Carbonarola.